# هلتر اسکلتر (فیلم ۲۰۰۴)
هلتر اسکلتر (به انگلیسی: Helter Skelter) یک تله‌فیلم آمریکایی محصول سال ۲۰۰۴ به کارگردانی جان گری که براساس قتل‌های خانواده چارلز منسن ساخته شده‌است. این فیلم بازسازی فیلم سال ۱۹۷۶ با همین نام است. بر خلاف نسخه قبلی (۱۹۷۶) که عمدتاً به تحقیقات پلیس و محاکمه قتل (همانند کتاب) متمرکز شده بود این نسخه عمدتاً بر روی درگیری لیندا کسابیان با خانواده مانسون متمرکز بود.

## بازیگران
- جرمی دیویس در نقش چارلز منسن
- کلیا دووال در نقش لیندا کسابیان
- مارگریت مورو در نقش سوزان اتکینز
- آلیسون اسمیت در نقش پاتریسیا کرنوینکل
- فرانک زیگر در نقش استیو گروگان
- اریک دین در نقش تکس واتسون
- برونو کیربی در نقش وینسنت بولیوسی
- مری‌لین رایسکوب
- کاترین وادکینز در نقش لزلی ون هوتن
- مایکل وستون به عنوان بابی باوزول بازی می‌کند
- هال اوزان به عنوان جوی دیمارکو
- ویتنی دیلن در نقش شارون تیت
- مارک پروبوز در نقش رومن پولانسکی
- دیوید آکرتت به عنوان جری روبین
- دانیل دو سربو در نقش برنادین دوورن
- ریک گومز در نقش میلیو
- رابرت جوی به عنوان کارآگاه موریسی
- گراهام بکل به عنوان جری
- کریس الیس در نقش ویتلی
- ایزابلا هافمن در نقش رزماری لابیانکا
- رابرت کوستانزو به عنوان لنو لابیانکا
- ایوان دلاروزا به عنوان کاترین سهم
- کریس جیکوبز در نقش دنیس ویلسون